# Kurdish Textile Museum
Het Kurdish Textile Museum is een museum gewijd aan textiel en textielproductie in de Koerdische Autonome Regio in Irak. Het werd opgericht in 2004 en huist in een gerestaureerd pand in de Citadel van Erbil.

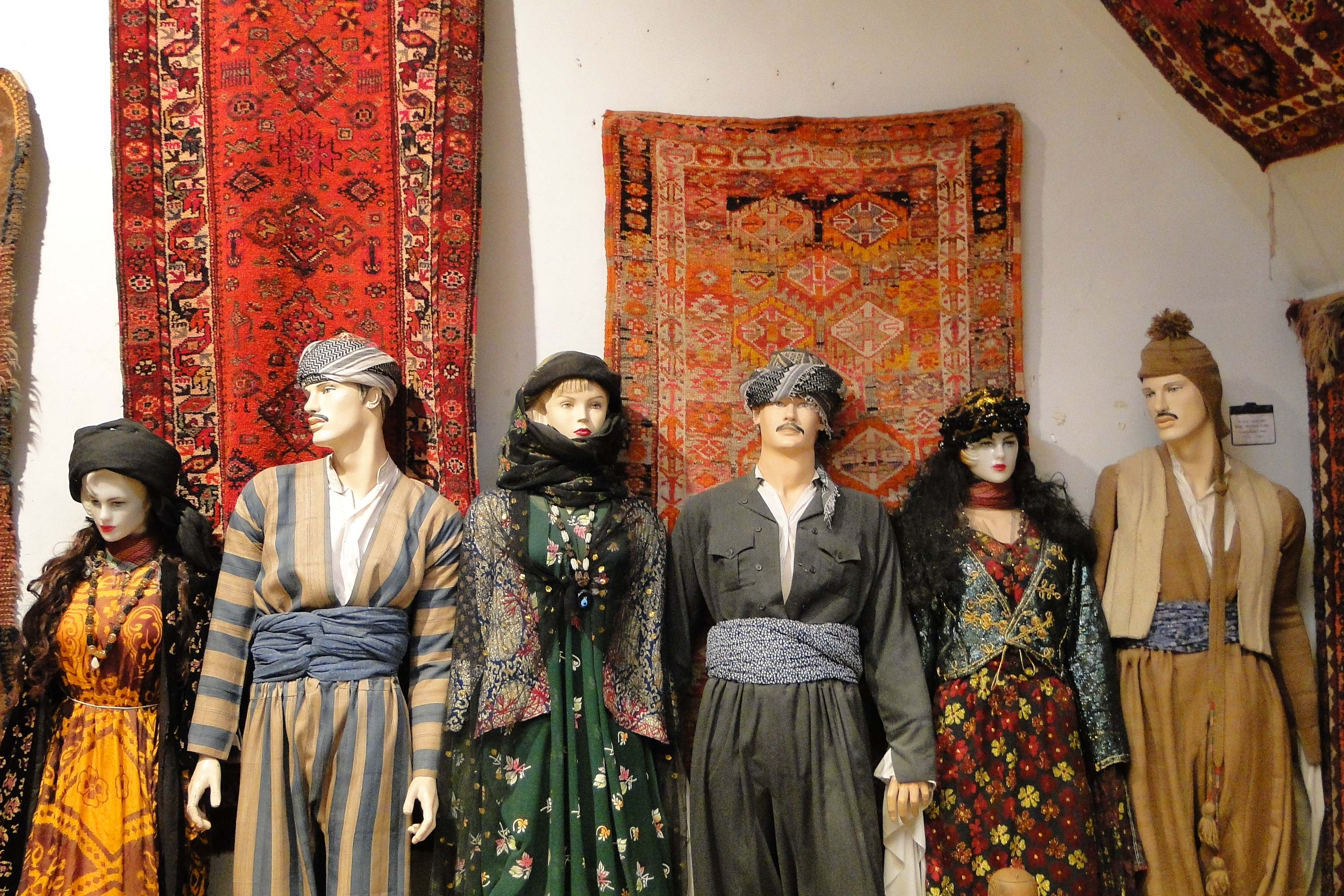
Koerdische kostuums
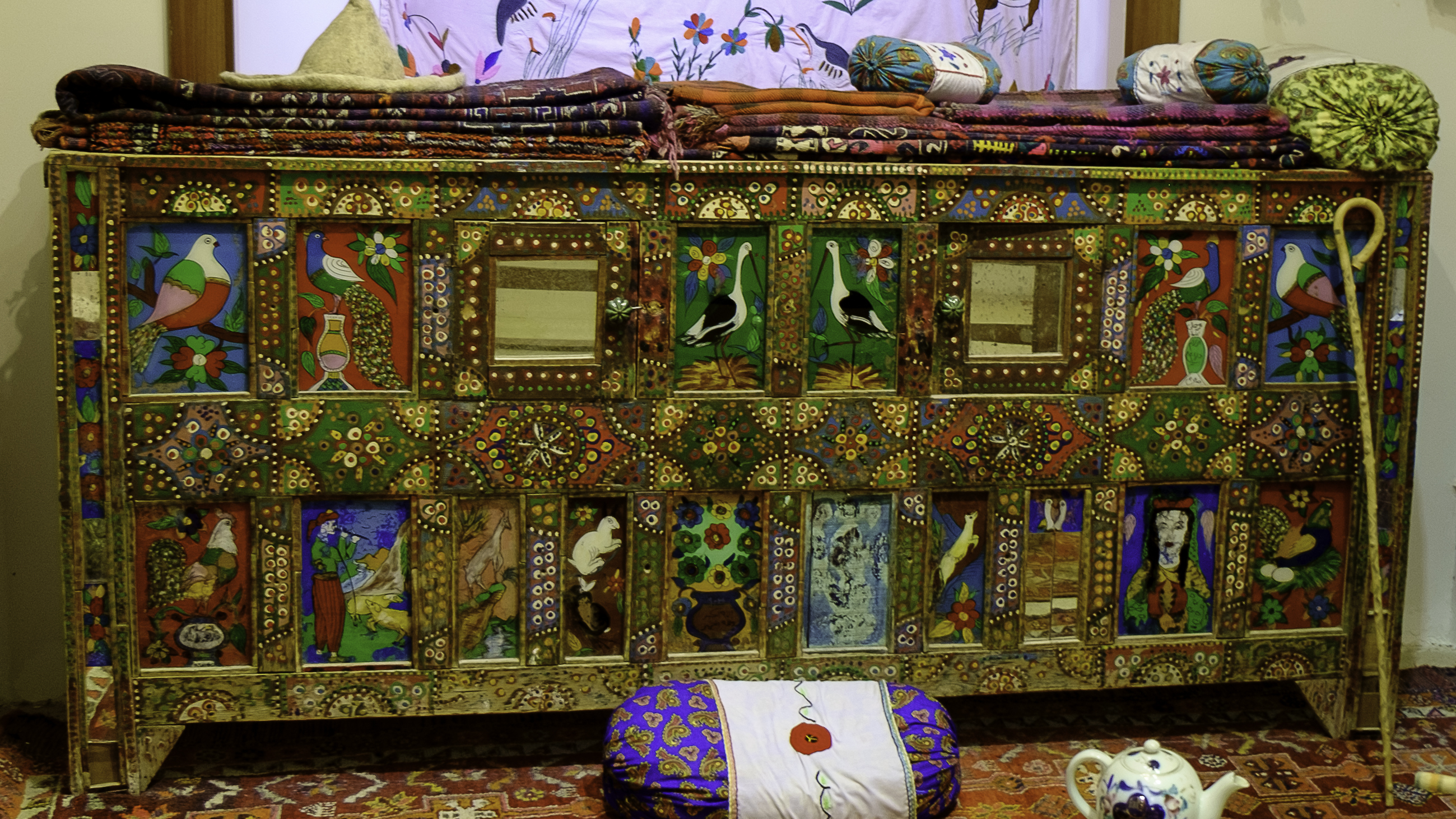
Kleurrijk beschilderde kist